# Clach na Tiompan

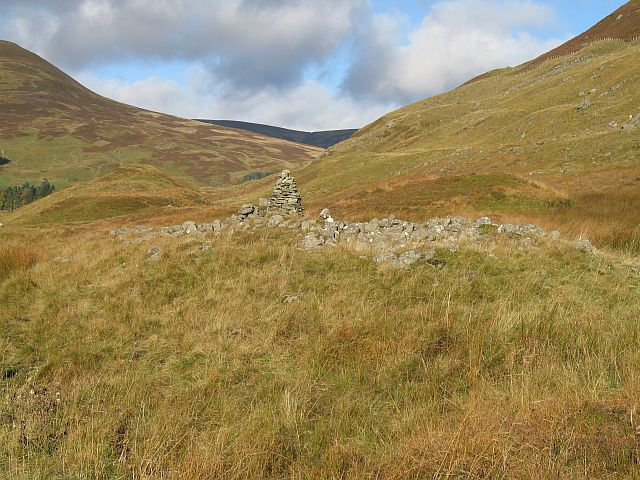
Clach na Tiompan

Clach na Tiompan (auch Clach-Na-Tiom-Pan; Clach Na Tiom-Pan; oder Clach Na Tiompamn geschrieben) sind die Reste eines Cairns vom Typ Clyde Tomb im Glen Almond nordwestlich von Gilmerton in Perth and Kinross in Schottland. Nicht zu verwechseln mit dem Clach an Tiompain.
Die Anlage ist seit 1930 als Scheduled Monument geschützt.

## Beschreibung
Der 1954 ausgegrabene Nordwest-Südost orientierte trapezoide Steinhügel ist etwa 57,0 m lang, 12,0 m × 6,5 m breit (am runden Ende) und an der höchsten Stelle 1,5 m hoch. Er gibt weder axiale Kammern noch eine Fassade, aber es gab vier von der südwestlichen Seite zugängliche laterale Kammern. Drei Kammern sind gut erkennbar, die vierte 1910 noch erkennbare, ist jetzt zerstört. 
Der unter Schutz stehende Cairn wurde offenbar im Zusammenhang mit dem Bau der Straße stark dezimiert. 
Die Reste eines kleinen Kreises aus Menhiren umschließt einen kleinen Steinhaufen. Ein paar hundert Meter nordwestlich am Almond liegen die Reste eines kleinen Steinkreises. 